# Voetbalkampioenschap van Lübeck-Mecklenburg 1926/27
In 1926/27 werd het vijfde voetbalkampioenschap van Lübeck-Mecklenburg gespeeld, dat georganiseerd werd door de Noord-Duitse voetbalbond. 
Lübecker BV Phönix 03 werd kampioen en plaatste zich voor de Noord-Duitse eindronde. De club versloeg in de eerste ronde Eintracht Braunschweig en plaatste zich voor de finalegroep waar de club derde werd op vijf deelnemers. 

## Bezirksliga
| Plaats | Club                    | Wed. | W  | G | V  | Saldo | Ptn   |
| ------ | ----------------------- | ---- | -- | - | -- | ----- | ----- |
| 1.     | Lübeck BV Phönix 1903   | 14   | 14 | 0 | 0  | 75:17 | 28:0  |
| 2.     | Schweriner FC 03        | 14   | 11 | 0 | 3  | 60:22 | 22:6  |
| 3.     | VfL Schwerin            | 14   | 8  | 0 | 6  | 44:35 | 16:12 |
| 4.     | VfR Lübeck              | 14   | 5  | 1 | 8  | 42:45 | 11:17 |
| 5.     | FC Germania 1904 Wismar | 14   | 5  | 1 | 8  | 27:42 | 11:17 |
| 6.     | Lübecker SV 1913        | 14   | 5  | 0 | 9  | 32:51 | 10:18 |
| 7.     | Oldesloer SV            | 14   | 5  | 0 | 9  | 25:56 | 10:18 |
| 8.     | Rostocker FC 1895       | 14   | 2  | 0 | 12 | 30:67 | 4:24  |

|  | Kampioen, geplaatst voor Noord-Duitse eindronde |